# Изола (Кунео)
Изола је насеље у Италији у округу Кунео, региону Пијемонт.
Према процени из 2011. у насељу је живело 113 становника. Насеље се налази на надморској висини од 378 м.